# Parti social-démocrate (Niger)
Pour les articles homonymes, voir Parti social-démocrate.
Le Parti social-démocrate (abrégé PSD-Bassira) est un parti politique du Niger.

## Histoire
Le parti est lancé en 2015 par l'ancien ministre de l'emploi, du travail et de la protection sociale, Mohamed Ben Omar. Il est enregistré le 20 octobre 2020.

## Résultats

### Élections législatives
| Année | Voix   | %    | Élus    | Rang | Gouvernement |
| ----- | ------ | ---- | ------- | ---- | ------------ |
| 2016  | 43 285 | 0,91 | 2 / 171 | 16e  | Rafini II    |
| 2020  | 45 777 | 0,97 | 1 / 166 | 19e  | Opposition   |